# Bretó
Bretó es un municipio y lugar español de la provincia de Zamora, en la comunidad autónoma de Castilla y León. Cuenta con una población de 166 habitantes (INE 2024).

## Ubicación
El pueblo se encuentra situado sobre un otero, posición desde la que se puede observar la confluencia en su término de los ríos Esla, Órbigo y Tera.

## Historia

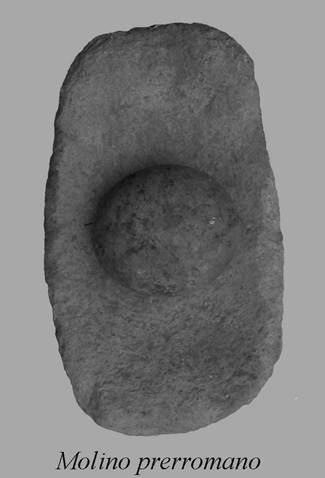
Molino prerromano hallado en el pueblo de Bretó

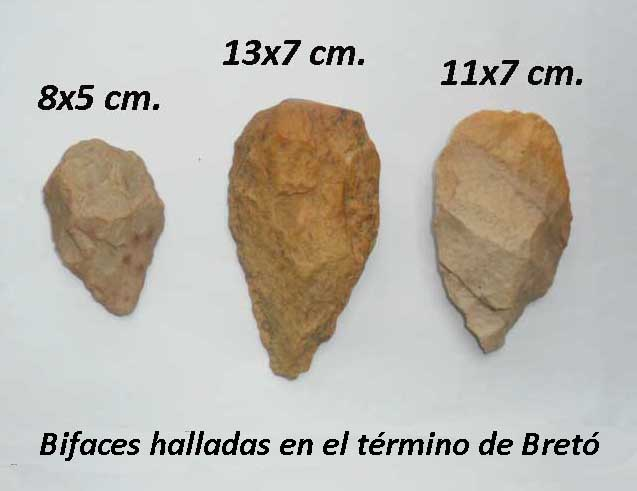
Bifaces

### Época Romana
En el I Congreso de Historia de Zamora, en 1988, se estudiaron los núcleos de población prerromanos y romanos en la misma. José Mª Bragado Toranzo comentó sobre Bretó que debió existir un castro de la Edad del Hierro reocupado posteriormente como fortificación hacia el siglo XII. Junto al pueblo, señalaba la abundancia de tégulas y sigillata de paredes finas y relieves delicados. La dispersión de los restos se daría a lo largo de seis hectáreas, que podrían ser más, ya que los restos continuaban en el propio casco de la población. Los topónimos de Bretó y Bretocino vendrían a recordar la mansión de Preterion del Ravenate, entre Brigaecio y Vico Acuario, correspondiendo a Bretó ya que está en la margen izquierda del Esla.

### Época Visigoda
A Bretó se le menciona en la Hitación o División de Wamba. Así, la división del rey Wamba, documento apócrifo de principios del s. XII, menciona a Bretó como uno de los límites de la diócesis de Zamora: "Neumantia quam nostrates goti postea uocauerunt Çemoram teneat de Penna Gosendi usque ad Tormem super illos balneos De Valle de Rege usque Dorium. de Uillale usque Oter de Fumos secus Riuulum siccum usque Breto. De Tavara usque Dorium”.

### Edad Media
La victoria en el año 878 de los ejércitos de Alfonso III en la batalla de la Polvorosa fue decisiva para la posterior repoblación de Bretó, que quedó integrado en el Reino de León.
En el 951, aparece un documento que contiene la minuta de la delimitación del coto de Monte Nigro perteneciente al monasterio de Sahagún, sito en el área de la influencia del río Esla. Este documento refleja el deslinde de dicho coto, cuyos límites serían: “Comienza en la parte del Casar carretera de Villafáfila y va al Sierro de bajo del Piélago de Juan Corrua y pasa San Lorenzo de la Peña, de allí va derecho a la Peña de Veciello y da vuelta por término de Quintos y por término de Bretó y retorna al ya dicho Punta del Casar y de la otra parte término de Muélledes a Morerola”.[cita requerida]
La localidad fue una dependencia de los monjes del monasterio de Moreruela, quedando en el entorno algún resto de su pasado dominio eclesiástico. En 1167, el rey Fernando II de León concede Fueros propios a Benavente y su alfoz, quedando integrado Bretó dentro de dicho alfoz.

### Edad Moderna
Durante la Edad Moderna, Bretó fue una de las poblaciones que formó parte de la provincia de las Tierras del Conde de Benavente, encuadrándose dentro de esta en la Merindad de Allende el Río y la receptoría de Benavente. La merindad de Allende el Río, la formaban veinte lugares o aldeas: Santovenia, San Hilario, Valle, Bretó, Santa Elena, Villaveza, Barcial, Castropepe, Villafer, Campazas, San Miguel del Valle, Santa Clara, Vilbis, Piquillos, Escoriel de Frades, Santa María de la Torre, San Esteban, Cebolledo, San Martín de Barcos y Santa Cristina.

### Edad Contemporánea
Al reestructurarse las provincias y crearse las actuales en 1833, Bretó pasó a formar parte de la provincia de Zamora, dentro de la Región Leonesa, quedando integrado en 1834 en el partido judicial de Benavente.

## Demografía

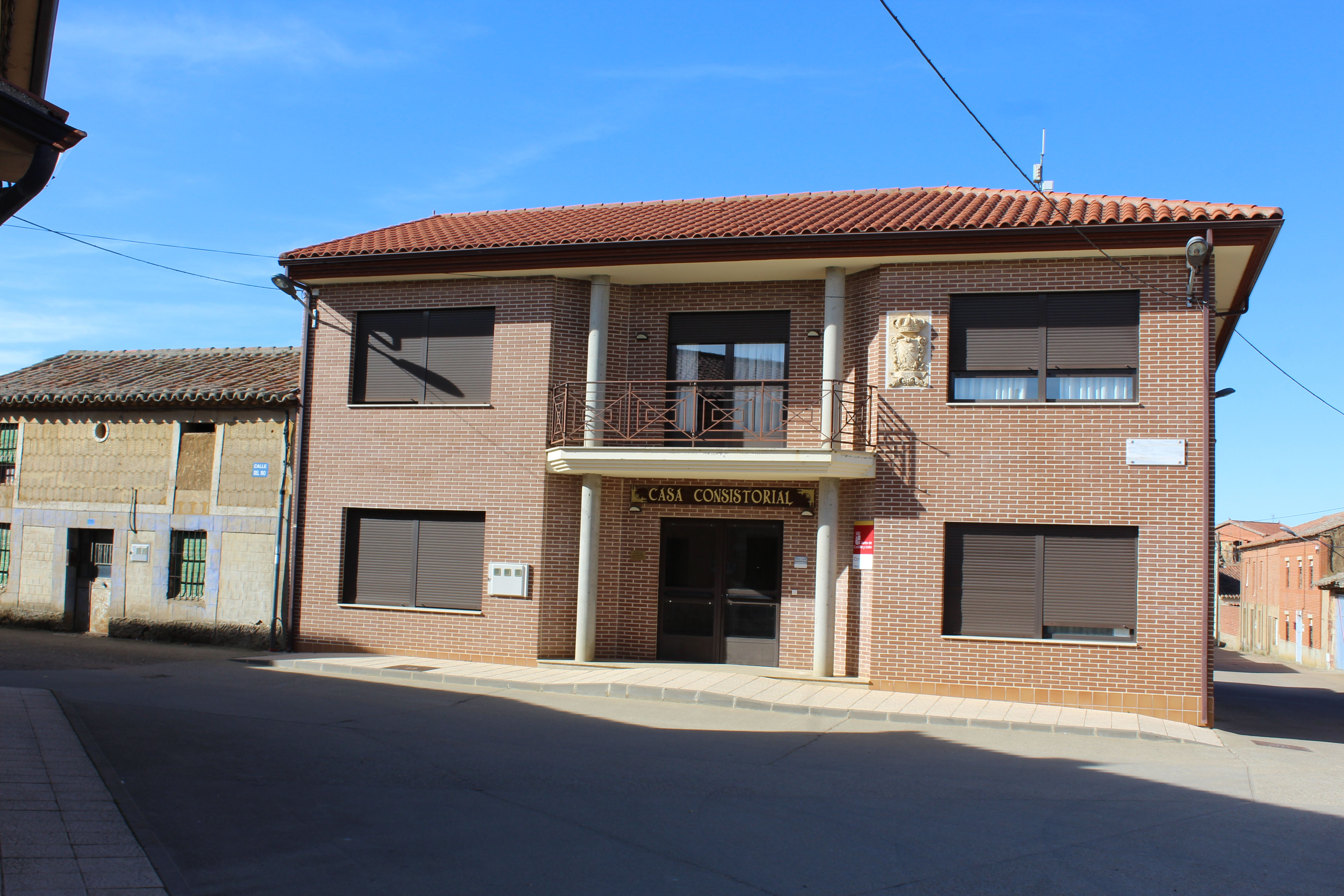
Casa consistorial

Cuenta con una población de 166 habitantes (INE 2024).
| Gráfica de evolución demográfica de Bretó entre 1842 y 2021                                                           |
| |
| Población de derecho según los censos de población del INE. Población de hecho según los censos de población del INE. |

## Economía
Pertenece a la indicación geográfica, con derecho a la mención vino de calidad, de Valles de Benavente.

## Cultura

### Patrimonio
Destaca la iglesia parroquial con su mezcla de estilos y que originariamente fue románica. Esta localidad estuvo bajo la dependencia del monasterio de Santa María de Moreruela, por lo que es posible ver algún resto que atestigua dicho pasado eclesiástico.

### Fiestas
Su fiesta más popular se celebra el día 19 de abril y está consagrada a la Virgen de la Pedrera, pero sus vecinos también celebran la festividad de San Gregorio, el día 10 de mayo.
Romerías: El 19 de abril se celebra la romería de la Virgen de Pedrera o de la Virgen de los Montes Negros, fiesta que tiene por marco la ermita de la Pedrera. Del 10 al 16 de agosto se celebran las fiestas patronales en las cuales se celebran diferentes festejos para todos sus vecinos.